# Runo (roi)
Runo ou Rhun est un roi légendaire de l’île de Bretagne (actuelle Grande-Bretagne), dont l’« histoire » est rapportée par Geoffroy de Monmouth dans son Historia regum Britanniae (vers 1135).

## Contexte
Rhun ap Peredur est un roi fictif de l'île de Bretagne désigné sous le nom de Runo fils de Peredur par Geoffrey de Monmouth. Il succède à son cousin Idvallo le fils d'Ingen [Einion ab Owain] et il a comme successeur son autre cousin, Gerennus fils Elidur [Geraint ab Elidir]. On ne connait rien de son règne. Le Brut y Brenhinedd en utilisant les noms de souverains entre [ ], le nomme Rhun ap Peredur mais n'ajoute rien d'autre.

## Sources
- Geoffroy de Monmouth Histoire des rois de Bretagne, traduit et commenté par Laurence Mathey-Maille, Édition Les belles lettres, coll. « La roue à livres », Paris, 2004,  (ISBN 2-251-33917-5)
- (en) Peter Bartrum, A Welsh classical dictionary: people in history and legend up to about A.D. 1000, Aberystwyth, National Library of Wales, 1993 (ISBN 9780907158738), p. 645 RHUN ap PEREDUR. (Fictitious). (186-179 B.C.)